# Flugplatz Patreksfjörður

i8
i11
i13
Der Flugplatz Patreksfjörður (isländisch Patreksfjarðarflugvöllur, IATA-Code: PFJ, ICAO-Code: BIPA)  ist ein geschlossener Flugplatz in den Westfjorden von Island.
Er liegt in der Gemeinde Vesturbyggð im Fjord Patreksfjörður zwar nur 5 km südlich des Ortes Patreksfjörður, aber über die Straßenverbindung Örlygshafnarvegur  und Barðastrandarvegur  sind es 25 km.
Da es seit dem Jahr 2000 keine regelmäßigen Verbindungen nach Patreksfjörður gab, wurde der Flugplatz 2011 geschlossen.